# Erik Ring (fotbollsspelare)
Erik Karl Hugo Ring, född 24 april 2002 i Södertälje, Stockholms län, är en svensk fotbollsspelare som spelar för Lincoln City FC.

## Klubblagskarriär

### Tidig karriär
Ring började spela fotboll för moderklubben Huddinge IK när han var sex år gammal. Efter 3 år i klubben bytte han till Segeltorps IF. Väl i Segeltorp fick Ring spela både ungdoms- och juniorfotboll. Ring gjorde sin debut för klubbens A-lag den 2 juni 2017 när man spelade borta mot Ingarö IF i Division 4, matchen slutade oavgjort 1–1. Ring blev i mitten av november 2017 klar för AIK. De första åren i AIK spelade han för klubbens U16- och U17-lag. Han hade dock småproblem med skador när han kom till klubben, vilket ledde till att han inte kom riktigt igång och fick därmed inte regelbunden speltid.

### AIK

#### Säsongen 2020: A-lagskontrakt och debut
Ring skrev den 9 september 2020 på sitt allra första professionella kontrakt med AIK. Kontraktet gjorde honom knuten till klubben fram till och med den 31 december 2024. Han hade dessförinnan inte känt på A-lagspel sedan tidigare utöver en träningsmatch mot Brommapojkarna i mars 2019.
Ring gjorde sin allsvenska debut i en match mot rivalen Hammarby IF den 20 september 2020 när han bytes in i den 92:a matchminuten mot Filip Rogic. AIK vann sedan derbyt med 3–0. Ring gjorde sin första AIK-start den 1 oktober 2020 i en match mot Karlslund IF i Svenska cupen. AIK vann matchen med 2–1 och Ring gjorde även sitt första mål för klubben när han satte lagets 2–0-mål i den 17:e matchminuten. AIK kvalificerade sig därmed till Svenska cupens gruppspel 2021. Han gjorde sin första allsvenska startdebut den 18 oktober 2020 när AIK slog IFK Göteborg med 2–0 på Friends Arena.
Hans första assist i allsvenskan kom den 2 november 2020 när AIK tog emot Varbergs BoIS på Friends Arena. Assisten kom i den 58:e matchminuten när han skarvade in ett lågt inlägg från högerkanten till Henok Goitom som kunde skjuta in bollen bakom Varbergs målvakt Stojan Lukic.
Ring noterade slutligen för 10 allsvenska matcher och en cupmatch varav han gjorde ett mål och en assist i sin debutsäsong som seniorspelare. Han gjorde även 10 framträdanden för AIK:s P19-lag i P19 Allsvenskan Norra där han noterade för 10 mål. Den 15 januari 2020 delade Sef - tillsammans med huvudsponsorn Unibet - ut priser för årets talanger, ledare och klubb för första gången. Då blev Ring vinnare som årets forward och blev därmed den första forwarden någonsin att ta emot priset.

#### Säsongen 2021: Från klarhet till klarhet
Inför tävlingssäsongen 2021 spelade AIK fyra träningsmatcher där Ring fick speltid i två av dem då han startade mot Örebro SK och Vasalunds IF. När väl den första tävlingsmatchen började i form av Svenska cupen så startade och förblev han kvar på bänken under hela matchen när AIK vann med 2–1 borta mot Oskarshamns AIK. Ring gjorde tävlingsdebut för säsongen 2021 när han bytes in i en cupmatch mot AFC Eskilstuna den 27 februari 2021. Han bytes då in i den 65:e matchminuten mot Filip Rogic och matchen slutade med klar seger med 4–0 efter två mål av veteranen Sebastian Larsson.
I det inledande matcherna av Allsvenskan 2021 förblev Ring kvar på bänken efter att forwards-konkurrenterna Henok Goitom och Bojan Radulović blev huvudtränarens Bartosz Grzelak första- och andraval. AIK hade dessutom inlett ligaspelet starkt med 3 av 4 möjliga vinster. Efter 4 matcher som avbytare eller utanför truppen fick Ring spela 9 matchminuter när AIK förlorade mot IFK Norrköping med 2–0 den 10 maj 2021. I en träningsmatch mot Västerås SK den 26 maj 2021 gjorde Ring två assist till Bojan Radulović i den första halvleken. AIK vann sedan matchen med 3–1 och Radulović gjorde även hattrick.
Efter en tuff vårsäsong med endast två inhopp i ligan gick han från klarhet till klarhet och radade upp fem raka matcher från start då det samtidigt började gå bättre för laget som började vinna fler matcher.
Den 16 augusti 2021 gjorde Ring ytterligare en assist till Bojan Radulović i en match i allsvenskan mot IK Sirius. Assisten kom när Ring skickade in ett inlägg i den 88:e matchminuten som Radulović nickade in bakom David Mitkov Nilsson. Det sena målet innebar 1–0 till AIK, vilket även blev slutresultatet. Endast tre dagar senare gjorde Ring två mål mot Rågsveds IF i den andra omgången av Svenska cupen. AIK vann matchen med 5–0 som spelades på Hagsätra IP.
Efter att han fått jobbat sin in i startelvan under säsongens gång noterade han slutligen för 17 ligamatcher och 3 assister då AIK slutade på en andraplats i tabellen, med samma poäng som ligavinnarna Malmö FF, men sämre målskillnad.

#### Säsongens 2022: Roterande roll
Ring fick ännu en gång en tuff inledning av säsongen då han endast fick speltid i 4 av dem 15 första matcherna i allsvenskan 2022. Men den 24 juli 2022 fick han förtroende av huvudtränaren Bartosz Grzelak att vara med i startelvan då AIK skulle spela borta mot IFK Värnamo. Ring visade omedelbart upp att han var på spelhumör då utmanade och drev fram bollen med fart på sin högerkant. I den 23:e matchminuten drev han in i straffområdet och passade fint fram till John Guidetti som därmed gjorde sitt första AIK-mål. AIK vann matchen med 3–2 som spelades inför 5 070 åskådare, vilket blev nytt publikrekord på Finnvedsvallen.

#### Säsongen 2023: Lån till Helsingborgs IF
Den 16 januari 2023 lånades Ring ut till Helsingsborgs IF som spelade i Superettan, efter att laget kommit näst sist i Allsvenskan 2022. Debuten gjorde han den 18 februari 2023 i en 5–0-vinst mot Onsala BK i Svenska cupen där han spelade från start men kom sedan att bli utbytt i den 83:e matchminuten. Rings både första och andra mål för klubben kom i den 11:e omgången av Superettan då hade räddade laget från förlust till kryss i en 2–2-match mot Jönköpings Södra hemma på Olympia.

#### Säsongen 2023: Tillbaka i AIK
Ring var efter utlåningen till Helsingborg tillbaka i AIK inför säsongen 2024.  

#### Säsongen 2024: Lämnar AIK permanent
Ring lämnade AIK den 23 augusti 2024 för spel för den engelska klubben, Lincoln City FC.

### Lincoln City FC
Den 23 augusti 2024 presenterades Ring för den engelska klubben Lincoln City, där han skrev på ett fyra års kontrakt fram till sommaren 2028.
Han gjorde sin debut för klubben i EFL Trophy den 3 september 2024 i en 1–0-förlust mot Chesterfield på Sincil Bank Stadium.
Första målet för Lincoln gjorde Ring den 29 oktober 2024 då han satte det avgörande 2–1-målet i den 88:e matchminuten mot Northampton Town.

## Landslagskarriär
Den 28 september 2021 nominerade P20-landslagets förbundskapten Tomas Turesson Erik Ring och 17 andra spelare till matcher mot Rumänien och Mexiko i Marbella i början av oktober 2021. Detta skulle komma att bli den första gången Ring representerade något av Sveriges Ungdomslandslag. Planerna ändrades dock när han istället blev uttagen till U21-landslaget den 4 oktober 2021. Paulos Abraham, Nils Fröling och målvakten Daniel Strindholm lämnade återbud till samlingen. Det öppnade upp U21-dörren för Ring, Dennis Collander och Noel Törnqvist som kallades in av förbundskapten Poya Asbaghi.

## Spelstil
Ring är kraftfull i sin spelstil och har ett bra driv med bollen. Han har även goda kunskapar för att sätta dit bollen bakom motståndarnas målvakter, samt visat upp att han har en fin inläggsfot. Ring föredrar ingen specifik kant i anfallet, utan spelar där tränaren väljer att ha honom.

## Statistik
| Klubb                                                 | Säsong            | Inhemsk liga      | Inhemsk liga | Inhemsk liga | Nat. täv. | Nat. täv. | Internat. täv. | Internat. täv. | Totalt | Totalt |
| Klubb                                                 | Säsong            | Serie             | SM           | Mål          | SM        | Mål       | SM             | Mål            | SM     | Mål    |
| ----------------------------------------------------- | ----------------- | ----------------- | ------------ | ------------ | --------- | --------- | -------------- | -------------- | ------ | ------ |
| AIK                                                   | 2020              | Allsvenskan       | 10           | 0            | 2         | 1         | 0              | 0              | 12     | 1      |
| AIK                                                   | 2021              | Allsvenskan       | 17           | 0            | 5         | 2         | 0              | 0              | 22     | 2      |
| AIK                                                   | 2022              | Allsvenskan       | 5            | 0            | 0         | 0         | 2              | 0              | 7      | 0      |
| AIK                                                   | Totalt i klubblag | Totalt i klubblag | 32           | 0            | 7         | 3         | 2              | 0              | 41     | 3      |
| Antal matcher och mål är korrekt per den 28 juli 2022 |                   |                   |              |              |           |           |                |                |        |        |

## Meriter

### Individuellt
Årets Unicoach-Forward: 2020